# Cisternové vozidlo

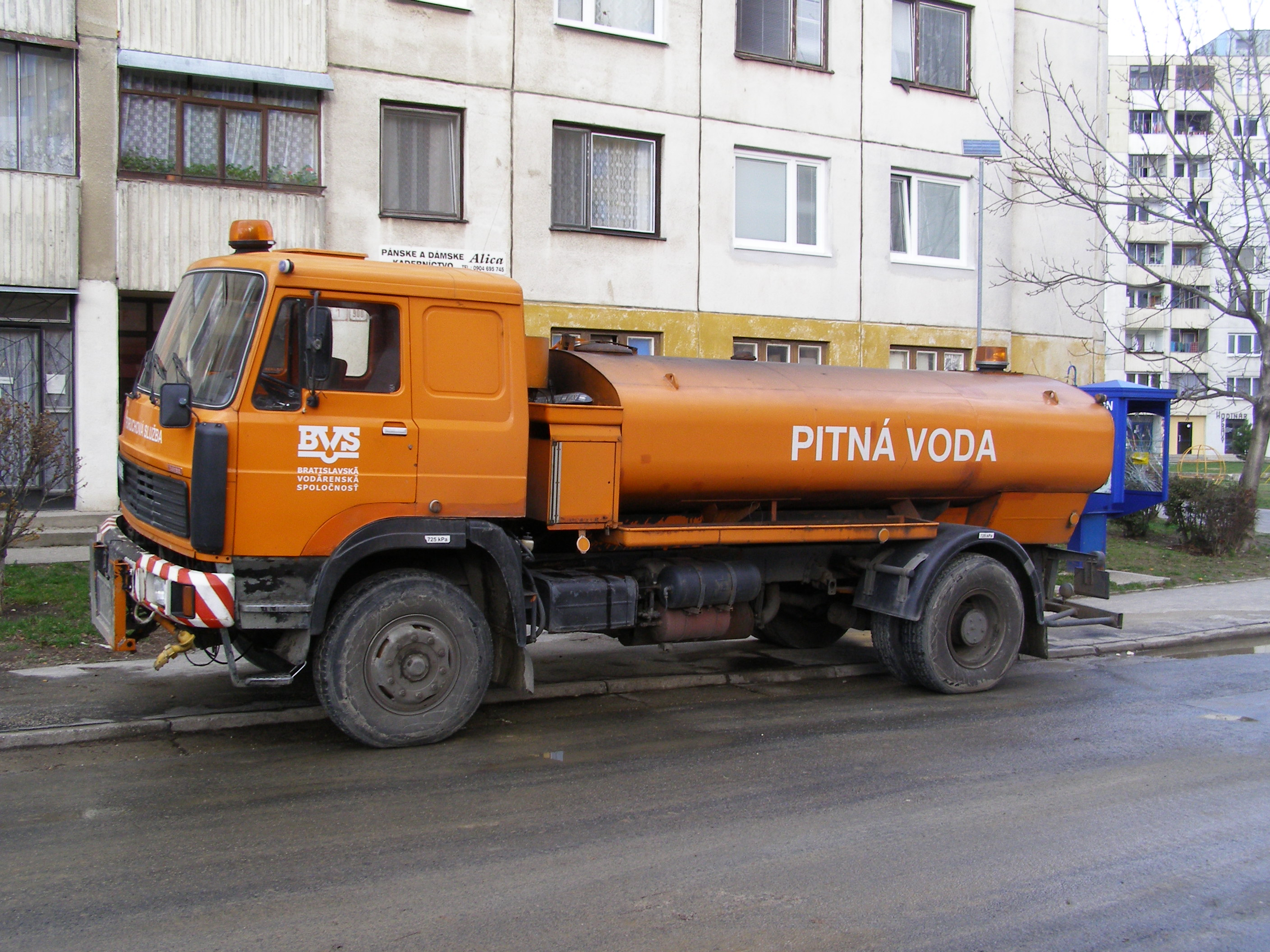
Cisternové vozidlo na převoz pitné vody

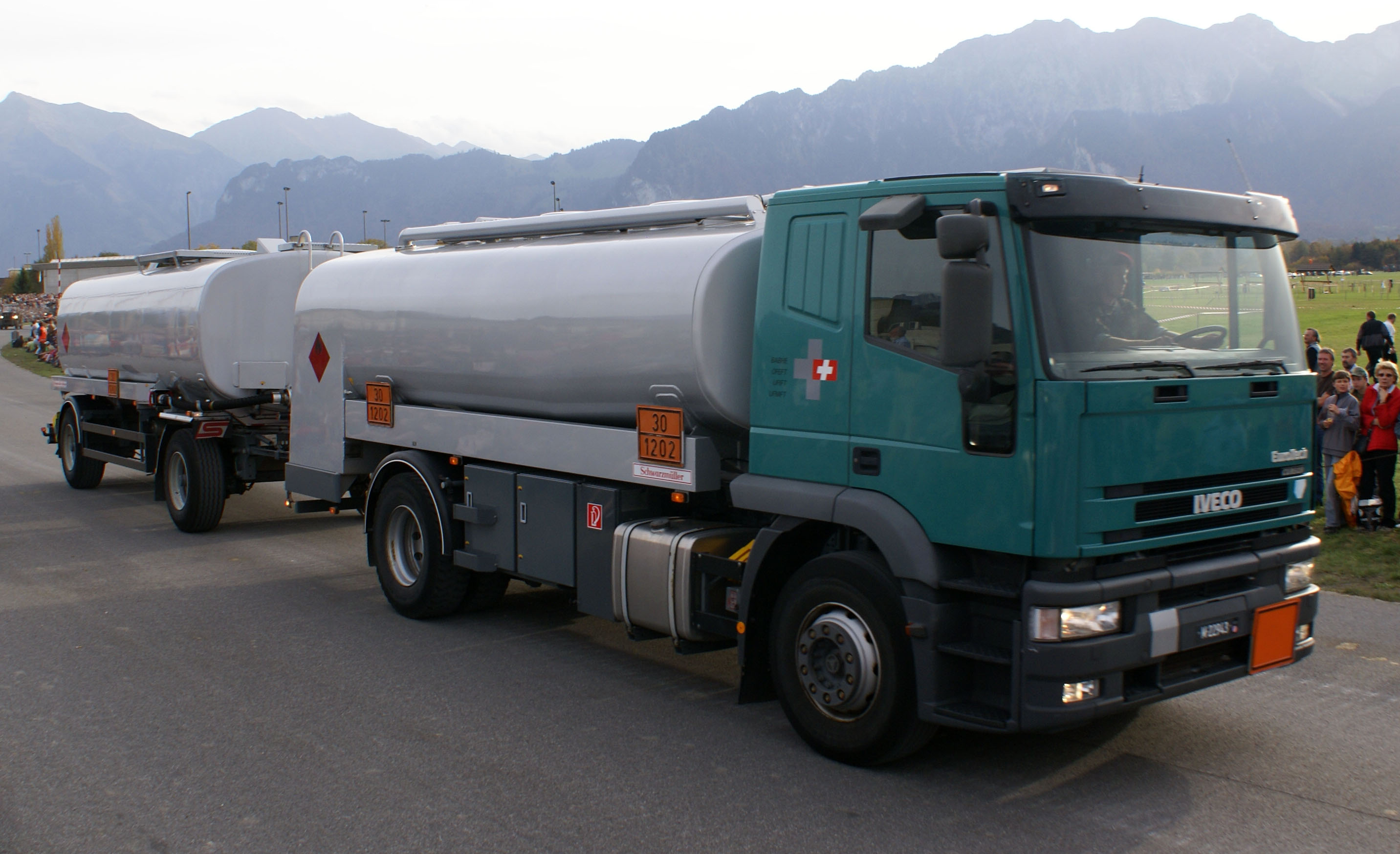
Cisternový automobil s cisternovým přívěsem

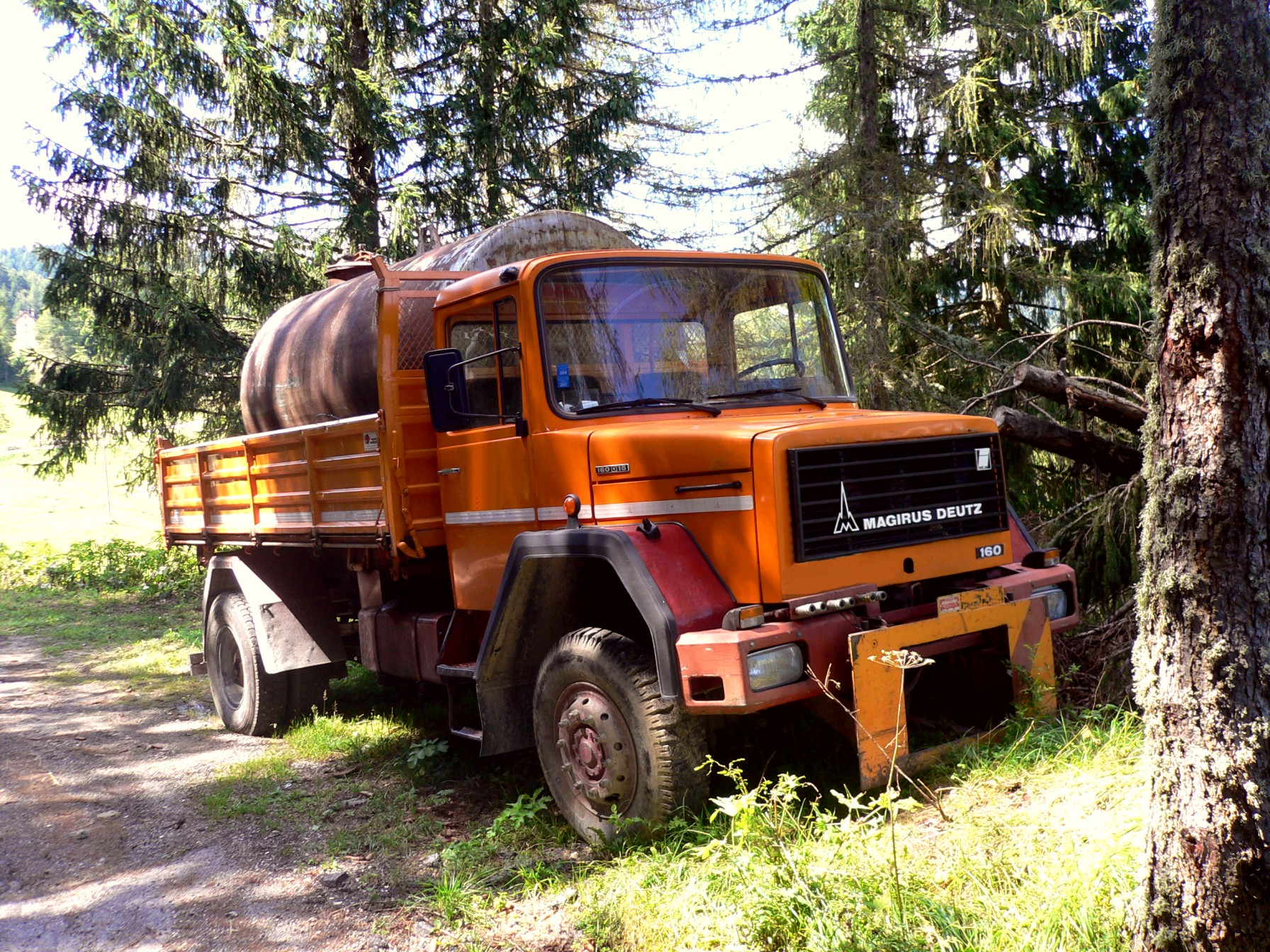
Sklápěč s cisternou na pomocném rámu

Cisternové silniční vozidlo je speciální nákladní automobil pro přepravu kapalin nebo plynů ve velké nádrži (cisterně), která je součástí nebo příslušenstvím vozidla.

## Provedení cisternových vozidel
Cisternová vozidla existují v různých provedeních. Některé verze umějí kapaliny a plyny pouze převážet. Mnoho cisternových vozidel je vybaveno doplňkovým zařízením (čerpadla, hadice, průtokoměry) a může tak přepravovaný náklad také přečerpávat nebo vydávat a odměřovat spotřebitelům, rozstřikovat po vozovce nebo po okolí atd. Cisternové vozidlo může být například:
- Cisternový automobil – na univerzálním podvozku je trvale namontována cisternová nástavba, doplněná případně o pomocná zařízení.
- Sedlový tahač s cisternovým návěsem – souprava se skládá z běžného sedlového tahače a specializovaného cisternového návěsu. Pomocná zařízení jsou obvykle součástí návěsu.
- Přívěs s cisternovou nástavbou – souprava se skládá z cisternového automobilu a přívěsu s obdobnou nástavbou. Použije se tam, kde průjezd návěsové soupravy není možný. Další využití je v zemědělství, kde tažným vozidlem je traktor.
- Nákladní automobil s přídavnou cisternou – Na nákladní automobil s valníkovou nebo sklápěcí nástavbou je uložena cisterna na pomocném rámu. Cisterna je autonomní a je pouze převážena. Hlavní využití je pro vojenské účely a zásobování vodou při živelních pohromách. Není třeba udržovat v pohotovosti cisternové automobily. Stačí mít k dispozici cisterny, které se instalují na běžné valníky nebo sklápěče.

## Oblasti použití cisternových vozidel
- Doprava potravin
  - Svoz mléka od výrobce do zpracovatelského závodu
  - Rozvoz piva do vhodně vybavených distribučních míst. Takto distribuované pivo se nazývá tankové pivo.
- Rozvoz pohonných hmot z rafinerie k čerpacím stanicím
- Rozvoz a výdej pohonných hmot přímo do dopravních prostředků
  - Doplňování paliva do letadel na letištích
  - Zásobování palivem stavební, zemědělské, lesnické a vojenské techniky přímo na místě nasazení
- Distribuce topných olejů – cisternový automobil je vybaven průtokoměrem a čerpadlem pro plnění nádrží v obytných domech s topením na topný olej.
- Přeprava zkapalněných plynů – především propan-butanu. Taková cisterna musí být kvalitně tepelně izolovaná. Zkapalněné technické a medicinální plyny se přepravují vozidlem, které má nainstalovanou baterii tlakových lahví místo jediné cisterny.
- Transport chemikálií
- Transport rozehřátého asfaltu
- Transport prášků (cement, mouka) a granulí (plasty)